# Lingua laz
La lingua laz (ლაზური ნენა, lazuri nena; georgiano: ლაზური ენა, lazuri ena, o ჭანური ენა, č'anuri ena, o anche chanuri ena) è parlata dalla popolazione laz sulla riva sud-orientale del Mar Nero. Si è stimato che ci sono circa 30 000 parlanti nativi laz in Turchia, in una striscia di terra che si estende da Melyat fino al confine georgiano (ufficialmente chiamata Lazistan fino al 1925), e quasi 2000 in Georgia.

## Distribuzione geografica
L'antico regno della Colchide era situato nella stessa regione dei parlanti laz di oggi, e i suoi abitanti probabilmente parlavano una versione arcaica della lingua. La Colchide fu la regione dove venne ambientata la famosa leggenda greca di Giasone e gli Argonauti.
Oggi la maggior parte dei parlanti laz vivono nella Turchia nord-orientale, in una striscia di terra lungo le coste del Mar Nero: nei distretti di Rize, ovvero Pazar (Atina), Ardeşen (Art'aşeni), Çamlıhemşin (Vijadibi) e Fındıklı (Vitze), e nei distretti di Artvin, vale a dire Arhavi (Ark'abi), Hopa (Xopa) e Borçka. Ci sono anche comunità  nell'Anatolia nord-occidentale (Akçakoca in provincia di Düzce, Sapanca in provincia di Sakarya, Karamürsel e Gölcük nella provincia di Kocaeli, Bartın e Yalova) dove molti immigranti si stabilirono fin dalla guerra russo-turca del 1877-1878 e adesso anche a Istanbul e ad Ankara. Soltanto pochi laz vivono nella Georgia, principalmente nell'Agiaria e sono anche presenti in Germania come emigranti provenienti dalla Turchia fin dagli anni '60.

## Dialetti
La lingua laz comprende cinque dialetti maggiori:
- xopuri, parlato a Hopa e in Agiaria;
- vitzur-ark'abuli, parlato a Arhavi e Fındıklı;
- çxala, parlato a Düzköy (Çxala), un villaggio in Borçka;
- atinuri, parlato a Pazar (precedentemente Atina);
- art'aşenuri, parlato ad Ardeşen.

Gli ultimi due vengono spesso trattati come un singolo dialetto atinano. I parlanti dei diversi dialetti laz hanno difficoltà a capirsi l'un l'altro, e spesso preferiscono comunicare nella lingua ufficiale locale.

### Verbo amare
| Italiano   | Atina      | Art'aşeni  | Arkabi  | Xopa-Batumi |
| ---------- | ---------- | ---------- | ------- | ----------- |
| io amo     | malimben   | maoropen   | p'orom  | p'qorop     |
| tu ami     | galimben   | gaoropen   | orom    | qorop       |
| egli ama   | alimben    | aropen     | oroms   | qorops      |
| noi amiamo | malimberan | maoropenan | p'oromt | p'qorot     |
| voi amate  | galimberan | gaoropenan | oromt   | qoropt      |
| essi amano | alimberan  | aoropenan  | oroman  | qoropan     |

## Classificazione
Il laz è una delle quattro lingue caucasiche meridionali. Insieme al mengrelio forma il ramo zan di questa famiglia linguistica. Le due lingue sono strettamente relazionate, ufficialmente considerate dialetti di una singola lingua chiamata zan nell'epoca sovietica, opinione che è ancora mantenuta oggi in Georgia, e da alcuni linguisti che si riferiscono al mingrelio e al laz come varianti regionali dello zan. In generale, comunque, il laz e il mengrelio sono classificate come lingue separate a causa della lunga separazione delle due comunità (500 anni) e ad una carenza di mutua intelligibilità.

## Stato sociale e culturale

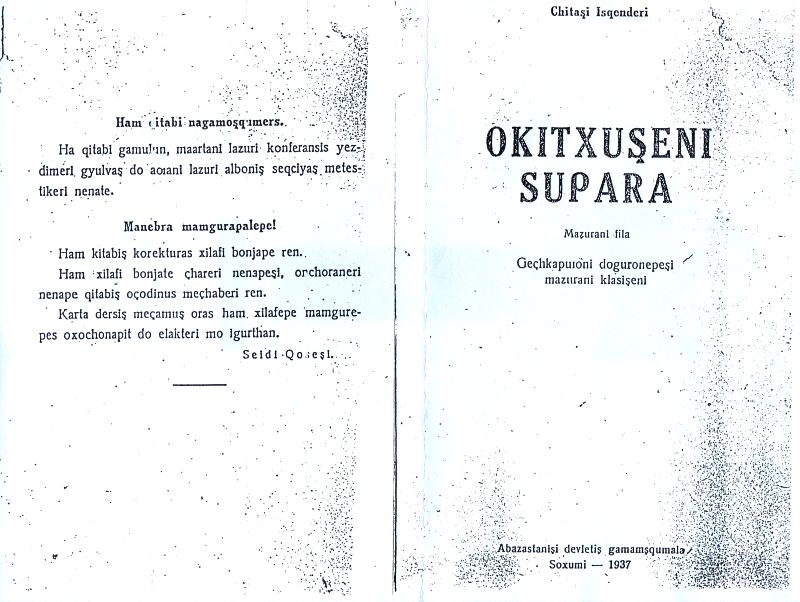
Un libro laz ("lingua madre")

I laz non hanno uno stato ufficiale in Turchia o in Georgia, né una scrittura standard. La forma scritta attuale viene utilizzata soltanto per interazione familiare e informale; per la letteratura, affari ed altri scopi, i parlanti laz utilizzano la lingua ufficiale della nazione (turca o georgiana).
La lingua laz è unica tra le lingue caucasiche meridionali la cui maggior parte dei parlanti vive in Turchia piuttosto che in Georgia. Mentre le differenze tra i vari dialetti sono minori, i locutori sentono che il loro livello di mutua intelligibilità è basso. Dato che non c'è nessuna forma comune standard di laz, i parlanti dei diversi suoi dialetti utilizzano il turco per comunicare fra di loro.
Tra il 1930 e il 1938 lo zan (laz e mengrelio) godette di autonomia culturale nella Georgia e venne usato come lingua letteraria, ma una forma standard ufficiale della lingua non venne mai stabilita. Fin da allora, tutti i tentativi di creare una tradizione scritta in lingua zan è fallita, nonostante il fatto che la maggior parte degli intellettuali la usassero come una lingua letteraria.

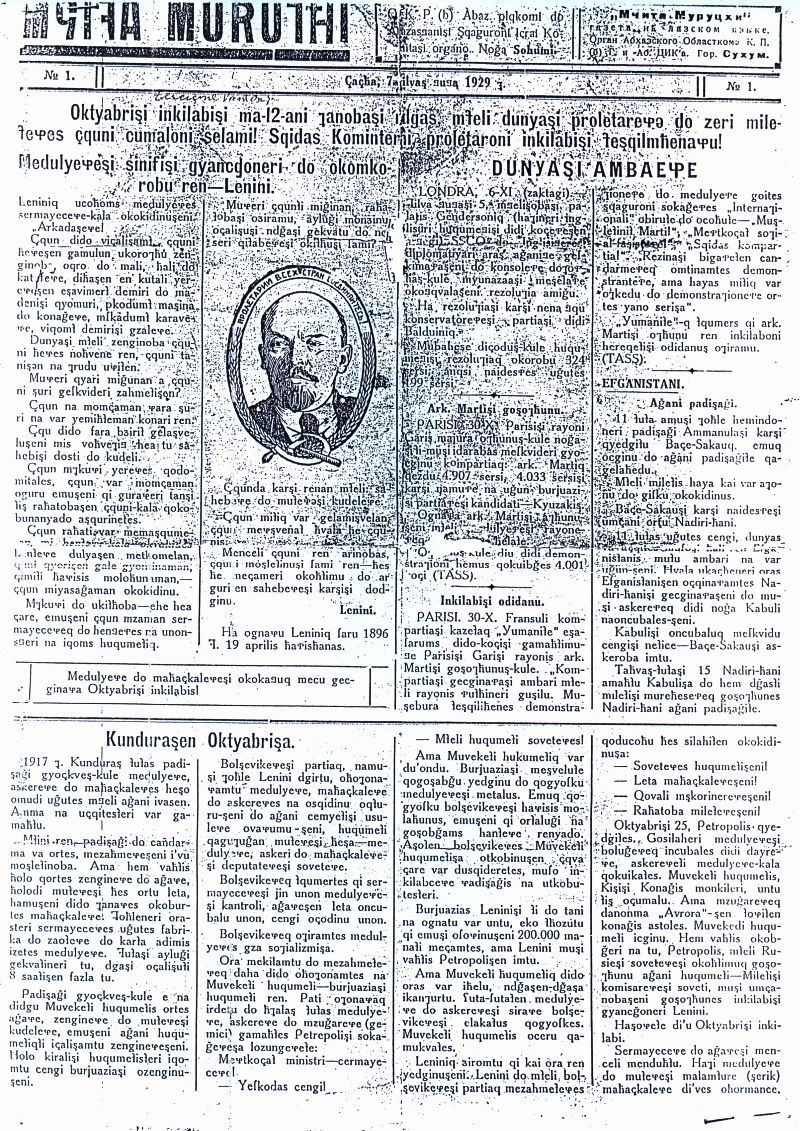
Un giornale laz nel 1928

In Turchia il laz è stata una lingua scritta fin dal 1984, quando venne creato un alfabeto basato sulla scrittura turca con alfabeto latino. Fin da allora questo sistema è stato usato nella maggior parte di poche pubblicazioni in lingua laz. Sviluppato specificamente per le lingue caucasiche meridionali, l'alfabeto georgiano è il meglio adatto ai suoni del laz, ma il fatto che la maggior parte dei locutori viva in Turchia, dove viene utilizzato l'alfabeto latino, ha reso l'adozione dell'alfabeto georgiano impossibile. Ciononostante, il 1991 vide la pubblicazione di un libro di testo chiamato Nana-nena ("Lingua madre"), che si rivolgeva a tutti i parlanti laz e usava gli alfabeti sia latino che georgiano. Il primo dizionario laz-turco venne pubblicato nel 1999.
Le sole lingue in cui i laz ricevono un'istruzione scolastica sono il turco (in Turchia) e il georgiano (in Georgia). Sostanzialmente tutti i laz sono bilingui, parlando il turco o il georgiano accanto al laz. Anche nei villaggi abitati esclusivamente da persone laz è usuale sentire conversazioni in turco o in georgiano. Il turco ha avuto una notevole influenza sul vocabolario laz.
Gli stessi parlanti laz fondamentalmente considerano la lingua come un mezzo di comunicazione orale. Le famiglie che ancora parlano laz lo fanno soltanto tra adulti in situazioni informali, essendo il turco o il georgiano utilizzato in altri contesti. Questo significa che le giovani generazioni trascurano di acquisire pienamente la lingua sviluppandone soltanto una conoscenza passiva.
Attualmente, il musicista di musica folcloristica Birol Topaloğlu ha realizzato un certo successo internazionale con i suoi album Heyamo (1997, il primo album che sia mai stato cantato interamente in lingua laz) e Aravani (2000). Il musicista laz di rock & roll Kazım Koyuncu eseguì arrangiamenti rock & roll per la musica tradizionale laz dal 1995 fino alla sua morte nel 2005.
Nel 2004 Mehmet Bekâroğlu, deputato presidente del Partito della Felicità turco, diede un annuncio alla radiotelevisione di stato turca (TRT) dichiarando che sua lingua nativa è il laz e chiedendo la radiotrasmisione in lingua laz. Lo stesso anno, un gruppo di intellettuali laz fecero una petizione e tennero un convegno con le TRT ufficiali per la realizzazione di trasmissioni in laz. Tuttavia, come nel 2008, queste richieste sono state ignorate dalle autorità.

## Caratteristiche linguistiche
Come molte lingue caucasiche, il laz ha un ricco sistema consonantico (infatti, è il più ricco della famiglia caucasica meridionale), mentre ha soltanto cinque vocali (a, e, i, o, u). I nomi sono declinati con suffissi agglutinanti per indicare la funzione grammaticale (da 4 a 7 casi, a seconda del dialetto) e il numero (singolare o plurale), ma non il genere.
La coniugazione verbale è molto estesa: il verbo viene coniugato tramite suffissi secondo la persona, il numero, il tempo grammaticale, l'aspetto, il modo e (in alcuni dialetti) l'evidenzialità. Vengono usati fino a cinquanta prefissi verbali per indicare la direzione spaziale. I suffissi per persona e numero vengono forniti per il soggetto come pure per uno o due oggetti coinvolti nell'azione, per es. gimpulam = "lo nascondo a te".
Tutti i sostantivi hanno terminazione vocalica. Sono notevoli i prestiti lessicali dal greco e dalla lingue turche.

## Vocabolario
- ho (ჰო) — sì
- va (ვა) / var (dialetto arhavi) — no
- ma (მა) — io
- si (სი), skani (სქანი) — tu
- çkimi (ჩქიმი) — mio
- Gegeacginas! / Xela do k'aobate! (გეგაჯგინას! / ხელა დო კაობათე!) — Salve!
- Kai serepe! (კაი სერეფე!) — Buona notte!
- Kai moxt'it! (კაი ბოხტით!) / Kai ten! *** — Benvenuto!
- Didi mardi! (დიდი მარდი!) — Grazie!
- Muç'ore? (მუჭორე?) — Come stai?
- Kai vore. (კაი ვორე.) / Kai bore. (dialetto arhavi) — Sto bene.
- Dido xelebas vore. (დიდო ხელაბას ვორე.) — Sono molto felice.
- Sonuri re? (სონური რე?) — Da dove vieni?
- T'amt'ra (ტამტრა) — Trebisonda
- Londoni (ლონდოი) — Londra
- Turkona / Turketi (თურკონა / თურკეთა) — Turchia
- Xorumona (ხორუმონა) — Grecia
- xorz'a / Oxorca (ხორძა) — donna
- k'oçi (კოჩი) — uomo
- bozo (ბოზო) — ragazza
- biç'i (ბიჭი) — ragazzo
- supara (სუპარა) — libro
- megabre (მეგაბრე) — amico
- qoropa (ყოროფა) — amore
- Mu dulya ikip? (მუ დულჲა იქიფ?) / Mu dulya ikom? (dialetto arhavi) — Che lavoro fai?
- Lazuri gişkuni? (ლაზური გიჩქინი?) / Lazuri gickini? (dialetto arhavi) — Conosci il laz?
- Skani coxo muren? (სქანი ჯოხო მურენ?) — Come ti chiami?
- Ma si maoropen. (მა სი მაოროფენ.) — Ti amo.